# Lithornithidae
Lithornithidae es una familia extinta de aves paleognatas primitivas. Estas son conocidas a partir de fósiles que datan desde el Paleoceno Superior hasta el Eoceno Medio de América del Norte y Europa.

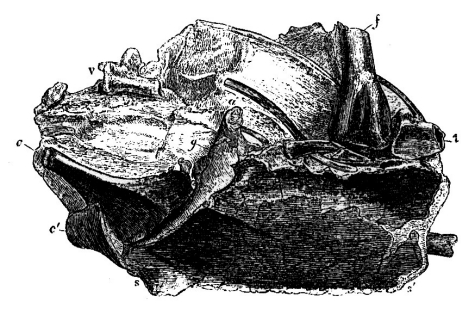
Xilografía del holotipo de Lithornis vulturinus.

Los litornítidos tenían picos largos y delgados que usaban para sondear. Se parecían a los actuales tinamúes. Poseían un cráneo rincocinético con huesos craneales relativamente poco fusionados, un pigóstilo apenas fusionado y un hueso esplenial. Poseían una quilla bien desarrollada en el esternón. Los miembros más pequeños del grupo como los géneros Lithornis y Pseudocrypturus eran buenos voladores, pero el más pesado Paracathartes era probablemente solo un volador facultativo. Los huesos de las garras (unguales) eran más curvados que en los tinamúes y probablemente les permitían posarse en las ramas de los árboles. 
El orden Lithornithiformes fue nombrado por el dr. Peter Houde en 1988. En este se incluyeron a tres géneros: Lithornis, Paracathartes y Pseudocrypturus. En estos se incluyen a ocho especies distintas. Promusophaga (Harrisson & Walker, 1977) puede pertenecer a los litornitiformes también.

## Sistemática
- Orden Lithornithiformes Houde, 1988
  - Familia Lithornithidae Houde, 1988
    - Género Lithornis Owen, 1841
      - Lithornis celetius Houde, 1988
      - Lithornis hookeri (Harrison, 1984)
      - Lithornis nasi Harrison, 1984
      - Lithornis plebius Houde, 1988
      - Lithornis promiscuus Houde, 1988
      - Lithornis vulturinus Owen, 1841

    - Género Paracathartes Harrison, 1979
      - Paracathartes howardae Emslie, 1988

    - Género Promusophaga Harrison & Walker, 1977
      - Promusophaga magnifica Harrison & Walker, 1977

    - Género Pseudocrypturus Houde, 1988
      - Pseudocrypturus cercanaxius Houde, 1988

    - Género Fissuravis Mayr, 2007 Incertae sedis[2]
      - Fissuravis weigelti Mayr, 2007